# A megfigyelő (novelláskötet)
A megfigyelő (Alcímévelː A megfigyelő – Emberek és elvtársak a zsoldos uralkodóház virágkorában) című kötet Pintér Tamás 2009-ben megjelent munkája, amelyet a szerző adott ki. A kötet a címadó kisregényből, hat elbeszélésből és az író börtön-visszaemlékezéseiből áll.

## Út a megjelenésig
A Magvető Könyvkiadó 1986. szeptember 11-én kötött szerződést Pintér Tamással A megfigyelő című kisregény és az elbeszélések megjelentetésére. A kontraktust 1988. szeptember 13-án újrakötötték, és a kiadó előleget fizetett a szerzőnek. 1992. május 28-án a kiadó az előtte álló átalakulásra és privatizációra hivatkozva lemondott a kiadásáról.
„Sajnálkozásunkat fokozza, hogy a rendelkezésünkre álló négy év alatt kéziratát nem tudtuk megjelentetni, hiszen értékessége elismeréseként kötöttük meg szerződésünket” – írta Hegedős Mária megbízott igazgató. A címadó kisregényt a Határőr Magazin folytatásokban közölte, végül a szerző magánkiadásában látott napvilágot.

## A könyv alkotóelemei

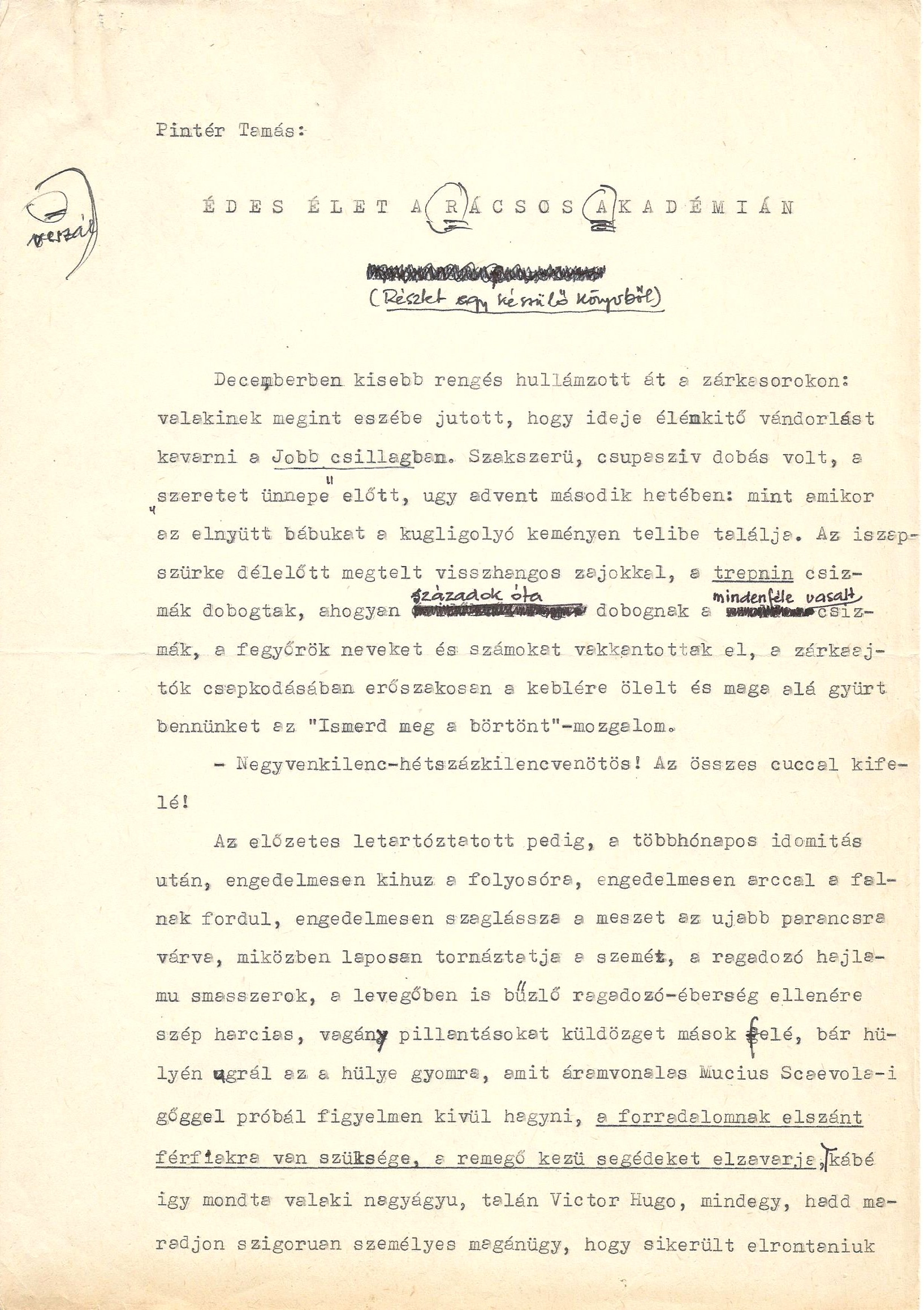
Az Édes élet a Rácsos Akadémián első oldala

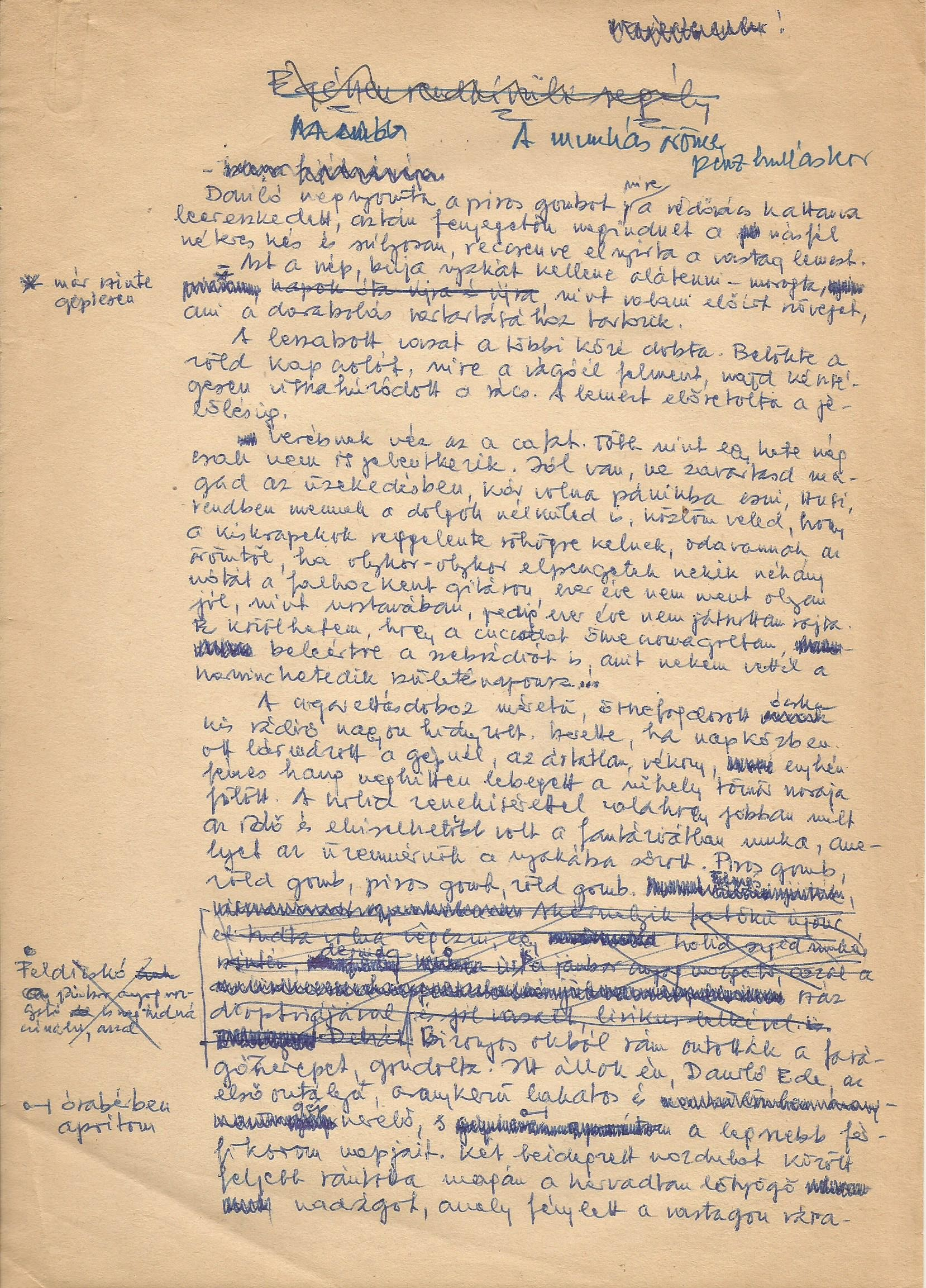
A munkás öröme pénzhulláskor kéziratának első oldala

- Megfigyelő – A címadó kisregény egy személyiség alakulásának története. Főhőse egy államvédelmis hadnagy, akinek az a feladata, hogy váltótársával egy házat figyeljen. A kezdetben vakbuzgó tiszt egy idő múlva megkérdőjelezi küldetésének célját, értelmét. Fokozatosan elhatalmasodik benne az az érzés, hogy őt is figyelik egy másik lakásból. Először a Határőr Magazin közölte folytatásokban.[2]
- Édes élet a Rácsos Akadémián – Visszaemlékezés arra a nagyjából másfél évre, amelyet Pintér Tamás, 1957 áprilisától kezdődően, előzetes letartóztatásban és börtönben töltött a népi demokratikus államrend elleni izgatás bűntettéért.[3] Nyomtatásban először az Obersovszky Gyula és Szilvási Lajos által 1990-ben újraindított Igazság című lapban jelent meg három részben, 1990. december 13-án, 20-án és 27-én. 2004. márciusi és áprilisi számában az Igazunk '56 című periodika is közölte.[4][5][6][7]
- A munkás öröme pénzhulláskor – A gyár a miniszter látogatására készül. Daniló Ede gyári munkás, akit elhagyott a felesége és egyedül neveli négy gyerekét, a szakszervezeti irodába megy, hogy támogatást kérjen. Az adminisztrátor azt javasolja, írjon kérvényt. Daniló visszamegy a gépéhez, amelynek környékét nem volt hajlandó rendbe rakni a politikus látogatására. A miniszter – volt munkás – kiszúrja ezt, és beszédbe elegyedik Danilóval, mert tetszik neki a férfi magatartása. Daniló elpanaszolja, hogy gyakran kihasználják, „verébnek nézik”. A miniszter arra biztatja, hogy ne hagyja magát. Négy nap múlva a munkás a szakszervezeti irodába megy ismét. A titkárnő közli vele, hogy a pénzt megkapja, meg is mutatja a borítékot, de hiányzik még egy aláírás. Daniló még aznap szeretné átvenni a segélyt, de a titkár, akinek engedélyeznie kellene, csak másnap ér rá. Úgy dönt, többé „nem lesz veréb”, és titokban elteszi a borítékot.[8] Először az Élet és Irodalomban jelent meg 1976. július 17-én. 1977 júniusában angolul látott napvilágot a The New Hungarian Quarterlyben My name is Danilo címmel. Az elbeszélés szerepel a Csendárus című kötetben is.[9]
- Ostromzár a Paradicsom körül – Kis Ádám és felesége házát lassan teljesen körbeépítik új betonépületekkel. A környékük összes régi házát lebontották, csak az övék áll, de azt nem tudják, miért úszták még meg a tarolást. Tudják, költözés vár rájuk, de semmilyen hivatalos értesítést nem kaptak. Egy hét múlva kiderül, miért nem rombolták le a házukatː munkások emléktáblát szerelnek a falra, amelyből kiderül, 1944-ben az épületben alakult meg egy ellenállószervezet. A novella 1986. július 6-án az Új Tükörben látott napvilágot Helyzetjelentés egy bűbájos lakról címmel.[10][11]
- Nagy férfiak halvány mosolya – A kis bányászváros életét felkavarja, hogy Gaszton Pál ikreinek visszatérő látomásai vannak, Sztálin és Rákosi jelenik meg előttük. A párt a városba, egykori lakóhelyére küldi Jákó Dezsőt, hogy vizsgálja ki az ügyet. Jákóban előjönnek a régi emlékek.[12] 1987. április 26-án jelent meg először az Új Tükörben.
- Táncrend – Valamikor az 1956-os forradalom után egy különleges karhatalmi egység érkezik egy temetőbe. Az egység feláll egy parcella előtt, amelyen látszik, hogy nemrég temettek benne, a bokrok közül néhány asszony figyel. A parcellában se fejfák, se keresztek nincsenek, nem tudni, kik nyugszanak ott. A karhatalmistákat nyolcas sorba rendezik, és azt a parancsot kapják, hogy oda-vissza meneteljenek a hantokon, addig, amíg azok minden nyoma eltűnik. Az '56-os mártírokra emlékező írás – Sírtánc címmel – 1989. június 16-án, Nagy Imréék újratemetése napján jelent meg az Élet és Irodalomban.[13][14]
- Az elvtársi kezek melege – A történet az 1950-es években, börtönben játszódik. Főszereplője egy magas rangú funkcionárius, akit kulturált beszélgetések és verések váltogatásával vesznek rá az el nem követett bűnök beismerésére. A férfi próbál együttműködni, mert biztos abban, hogy végül az elvtársak gondoskodni fognak róla. Egy különösen brutális vallatás után meginog a hite, de az első emberi szóra ismét hinni kezd a menekülésben. A novella először az Élet és Irodalom 1990. október 12-ei számában látott napvilágot.[15]
- Térdig érő szivárvány – A forradalom után elítélt Garas Jácint kiszabadul a börtönből, és felkeresi volt barátnőjét, Máriát, aki egy villában házvezetőnő. A nő rendkívül elutasító a férfival, azt akarja, hogy minél hamarabb menjen el. Garas számon kéri a nőt, hogy miért dolgozik egy elvtársnak, és megpróbálja rávenni, hogy töltsék együtt az éjszakát. Mária elutasítja. Ekkor megjelenik a ház űrnője, aki felinvitálja magához a férfit, aki csak 20-25 perc múlva jön le. Máriának nyilvánvaló, hogy Garas lefeküdt a nővel. Miután a férfi elmegy, Mária bemegy az elvtárshoz, akiről kiderül, a szeretője.[16] Az Új Magyarország 1992. szeptember 11-ei számában jelent meg először.[17] A novella magja 1966. október 1-jén, Ebben a házban nem lakik senki címmel az Élet és Irodalomban jelent meg.[18]